# سيلفيو هاينيفيتر
سيلفيو هاينيفيتر (بالألمانية: Silvio Heinevetter) مواليد 21 أكتوبر 1984 في باد لانغنزالتسا، ألمانيا الشرقية، هو لاعب كرة يد ألماني يلعب كحارس مرمى. يلعب حاليا مع نادي فوكس برلين لكرة اليد ويحمل الرقم 12. مثل منتخب ألمانيا لكرة اليد. شارك في دورة الألعاب الأولمبية الصيفية سنة 2016.

## سجل المنافسة
شارك في البطولات التالية:
- بطولة العالم لكرة اليد للرجال 2015
- بطولة أوروبا لكرة اليد للرجال 2012
- الألعاب الأولمبية الصيفية 2016

## الإنجازات
- كرة اليد في الألعاب الأولمبية الصيفية:
  -  برونزية: كرة اليد في الألعاب الأولمبية الصيفية 2016 – مسابقة الرجال

## روابط خارجية
- سيلفيو هاينيفيتر على موقع الاتحاد الأوروبي لكرة اليد (الإنجليزية)
- سيلفيو هاينيفيتر على موقع أوليمبيديا (الإنجليزية)
- سيلفيو هاينيفيتر على موقع اللجنة الأولمبية الألمانية (الألمانية)